# Undri FF
Az Undri FF egy feröeri labdarúgóklub. A Feröeri labdarúgó-bajnokság harmadosztályában játszik. Feröer egyik legújabb csapata: az alapítás ötlete 2005 decemberéből származik, az egyesületet 2006. január 16-án jegyezték be hivatalosan. Első mérkőzésüket a Nólsoyar Ítróttarfelag ellen játszották, és 5:4-re megnyerték. Az első bajnokságban a 3. deild 2. helyén végeztek.

### Külső hivatkozások
- Hivatalos honlap (feröeri, részben angol, dán, spanyol, francia)
- Profil, Feröeri Labdarúgó-szövetség (feröeri)